# Фофана, Ибраима
Ибраима Брезе Фофана (фр. Ibrahima Breze Fofana; род. 15 августа 2002, Конакри) — гвинейский футболист, полузащитник шведского «Хаммарбю».

## Клубная карьера
На юношеском уровне выступал в Гвинее за клубы «Атуга» и «Диамантс де Гвинее». В сентябре 2020 года перешёл в бельгийский «Брюгге», с которым подписал контракт, рассчитанный до 2023 года. Изначально выступал за вторую команду клуба — «Клуб НКСТ». В её составе 20 ноября дебютировал в Челленджер Про Лиге в игре с «Льерсом». В феврале 2021 года впервые попал в заявку основной команды на матчи 1/8 финала Лиги Европы с киевским «Динамо», но на поле не появился.
В июле 2022 года перешёл в шведский «Хаммарбю», с которым подписал контракт до конца сезона и был отправлен в фарм-клуб «Хаммарбю Таланг» из первого дивизиона. В январе 2023 года подписал с клубом новый четырёхлетний контракт. Первую половину сезона вновь провёл в «Хаммарбю Таланг». В июле на правах аренды на год отправил в турецкий «Коджаэлиспор». За время аренды провёл 14 матчей в первой лиге и один в кубке страны. По окончании аренды вернулся в «Хаммарбю». 20 июля 2024 года в матче с «Броммапойкарной» дебютировал за основной состав клуба в чемпионате Швеции, появившись на поле в стартовом составе.

## Карьера в сборной
В составе сборной Гвинеи до 17 лет выступал за юношеском Кубке африканских наций 2019 года в Танзании. На турнире сборная дошла до финала, где уступила сборной Камеруна в серии пенальти. Фофана принял участие в пяти матчах: на групповом этапе против Камеруна (0:2), Сенегала (2:1) и Марокко (1:0), полуфинальной встрече с Нигерией и финале с Камеруном. В полуфинальной встрече был признан лучшим игроком матча.
В составе сборной Гвинеи до 23 лет принимал участие в молодёжном Кубке африканских наций. На турнире принял участие в пяти матчах и забил один мяч. Сборная Гвинеи вышла в полуфинал, где уступила сборной Египта. В матче за третье место в серии пенальти Гвинея проиграла Мали. На турнире был капитаном команды.

## Клубная статистика
| Выступление      | Выступление         | Выступление      | Лига | Лига | Кубки | Кубки | Конт. кубки | Конт. кубки | Итого | Итого |
| Клуб             | Лига                | Сезон            | Игры | Голы | Игры  | Голы  | Игры        | Голы        | Игры  | Голы  |
| ---------------- | ------------------- | ---------------- | ---- | ---- | ----- | ----- | ----------- | ----------- | ----- | ----- |
| Клуб НКСТ        | Челленджер Про Лига | 2020/21          | 9    | 0    | 0     | 0     | 0           | 0           | 9     | 0     |
| Клуб НКСТ        | Итого               | Итого            | 9    | 0    | 0     | 0     | 0           | 0           | 9     | 0     |
| Хаммарбю Таланг  | Дивизион 1          | 2022             | 16   | 4    | 0     | 0     | 0           | 0           | 16    | 4     |
| Хаммарбю Таланг  | Дивизион 1          | 2023             | 10   | 3    | 0     | 0     | 0           | 0           | 10    | 3     |
| Хаммарбю Таланг  | Итого               | Итого            | 26   | 7    | 0     | 0     | 0           | 0           | 26    | 7     |
| Коджаэлиспор     | Первая лига         | 2023/24          | 14   | 0    | 1     | 0     | 0           | 0           | 15    | 0     |
| Коджаэлиспор     | Итого               | Итого            | 14   | 0    | 1     | 0     | 0           | 0           | 15    | 0     |
| Хаммарбю         | Алльсвенскан        | 2024             | 1    | 0    | 0     | 0     | 0           | 0           | 1     | 0     |
| Хаммарбю         | Итого               | Итого            | 1    | 0    | 0     | 0     | 0           | 0           | 1     | 0     |
| Всего за карьеру | Всего за карьеру    | Всего за карьеру | 50   | 7    | 1     | 0     | 0           | 0           | 51    | 7     |